# Jaume Novellas i de Molins
Jaume Novellas i de Molins (Barcelona, 27 de desembre de 1865— Barcelona, 1939) fou un escriptor i poeta català.
Fill de Alexandre Novellas i Vidal advocat i Josepa de Molins i Gali naturals de Barcelona. Net de matemàtic Onofre Jaume Novellas i Alabau, fou doctor en filosofia i lletres i es dedicà a l'ensenyament. Tingué una certa actuació política, com un dels fundadors del Centre Escolar Catalanista i, després, com a militant de la Lliga Regionalista. Col·laborà a diverses publicacions periòdiques catalanes, entre d'altres, a La Renaixensa, La Ilustració Catalana i Joventut. Assolí cert renom com a poeta, especialment com a poeta bucòlic, i publicà diverses obres. També participà sovint als Jocs Florals de Barcelona guanyant premis com el de la Flor Natural el 1891 pel poema Lo plany de la fulla.
Era propietari de la masia la Sala de Viladrau, d'on era fill Joan Serrallonga. Hi passava llargues temporades. El Montseny i, sobretot, el paisatge dels voltants de les Sales va ser el centre d'atenció de la seva obra poètica.

## Obra
- Agredolç (1886)
- Bosqueroles (1888)
- Ratlles curtes (1892)
- Montsenyenques

Obres presentades als Jocs Florals de Barcelona
- La creu trencada (1890), tercer accèssit a la Viola d'or i d'argent[7]
- Lo plany de la fulla (1891), premi de la Flor Natural
- La mort del aucell (1894), accèssit
- Hivernenca (1904), accèssit
- Soleys i Obagues (1918), accèssit